# POWER SCALE
『POWER SCALE』（パワースケール）は、1997年3月26日にリリースされたIcemanの1stアルバム。発売元はエピックレコードジャパン。 

## 概要
累計売上は5.5万枚を記録。
リードシングル3曲が収録されているが、いずれも表記はされていないもののアルバムバージョンとなっており、シングル版とは微妙にミックスが異なる。初回限定版は紙ケース入り仕様となっており、ブックレットが付属。
2013年9月11日、ソニー・ミュージックダイレクトよりBlu-spec CD仕様で再発された。

## 録音
1996年12月1日にスタジオ入りして、年末一杯はシンセサイザーのパートの録音を行った。年明けにギター・ボーカルのパートを録音し、1997年1月19日から1週間、ロサンゼルスにてミキシング・トラックダウン・マスタリングを行った。
「音のパワー・エネルギーをできるだけ良い状態でリスナーに聞いて欲しい」「今回は特に重低音にこだわりたい」という浅倉の意向から、浅倉のソロ作品で参加していたフィル・カッフェルを指名した。

## 音楽性
制作上のコンセプトは「テクノポップ・ユーロビート・ファンク等のリズムをそのまま引用して使うのではなく、ハードディスクドライブに取り込んで、Pro Toolsでリズムを編集した上で、メンバー3人がそれぞれ何を乗せていくのか」をテーマにしている。そのために色々なリズムを設けているため、全11曲の中で一つも同じリズムを採用していない。
ギターのパートでは葛城哲哉・鳥山雄司も参加することもあり、伊藤は曲調によって「自分が担当する箇所・担当しない箇所」をはっきり示す様に努めた。浅倉も「伊藤君が全てのギターを受け持つ事はないと思っています。それよりも彼にはコーラスや間奏も含めて、全体のサウンドをチェックしてもらいたい」と狙いを語っている。
アルバムタイトルは「メンバー3人のスケールの大きさ・力のバランスを強く主張する」ための造語である。

## 収録曲
| #   | タイトル                                | 作詞               | 作曲     | 編曲     | 時間 |
| --- | --------------------------------------- | ------------------ | -------- | -------- | ---- |
| 1.  | 「DARK HALF〜TOUCH YOUR DARKNESS」      | 井上秋緒           | 浅倉大介 | 浅倉大介 | 4:47 |
| 2.  | 「Something feel like Heaven」          | 麻倉真琴           | 浅倉大介 | 浅倉大介 | 4:44 |
| 3.  | 「Nartic Boy」                          | 黒田倫弘           | 浅倉大介 | 浅倉大介 | 6:26 |
| 4.  | 「黎明 -REIMEI-」                       | 井上秋緒           | 浅倉大介 | 浅倉大介 | 5:32 |
| 5.  | 「Mr. D」                               | 伊藤賢一           | 伊藤賢一 | 浅倉大介 | 4:56 |
| 6.  | 「White Fusion〜仮想恋愛の手引き」      | 麻倉真琴           | 浅倉大介 | 浅倉大介 | 5:43 |
| 7.  | 「Dear My Friend〜make your shine way」 | 麻倉真琴           | 浅倉大介 | 浅倉大介 | 4:06 |
| 8.  | 「フリーター・ブルース」                | 黒田倫弘           | 浅倉大介 | 浅倉大介 | 5:15 |
| 9.  | 「BREATHLESS NIGHT SLIDER」             | 井上秋緒           | 浅倉大介 | 浅倉大介 | 4:10 |
| 10. | 「Edge of the season」                  | 井上秋緒           | 浅倉大介 | 浅倉大介 | 5:36 |
| 11. | 「ICE BREAKER」                         | 伊藤賢一、麻倉真琴 | 浅倉大介 | 浅倉大介 | 5:50 |

## 楽曲解説
DARK HALF〜TOUCH YOUR DARKNESS
ミキシングを担当したフィルにより、シングル盤よりきつく、鋭い音色になった。
Something feel like Heaven
1980年代のニュー・ウェイヴを意識したリズムを使用している。
ボーカルは全編オーバー・ダビングで処理されている。特に英語詞のサビは何回も繰り返した。
間奏の女性の声色による呪文を思わせる詞は存在しない言葉で、伊藤が担当している。伊藤が「オリエンタルな女性の声が聞こえる」とその場で閃いて、浅倉の前で囁いた所、即採用となった。伊藤の裏声によるボーカルをテープの回るスピードを落として録った。
コンセプトは「みんなそれぞれが『天国』と思える場所を探しにいこう」と掲げている。
PVは様々な文字・幾何学模様のCGを被らせたビデオドラッグを志向した。
黎明 -REIMEI-
スローテンポなジャングルと8ビートのリズムとパーカッションを掛け合わせたバラード。
コンセプトは「10代にはわかりにくいかもしれない大人の恋愛の歌」と評している。
Mr. D
伊藤は「ライブで3人でストーリー性を持ったパフォーマンスをしたい」という気持ちで作った。
伊藤の出したデモテープをハードディスクドライブに取り込んで、浅倉がPower Macintoshで一旦バラバラにした後、再構築した。
ボーカル・コーラス・ラップ・ギターは伊藤が担当した。
伊藤は「グラムロック」「ドラキュラと浅倉」を意識して歌詞を書き、タイトルもそれのダブルミーニングである。
PVは「ドラキュラの親玉」を浅倉・「その僕」をオナペッツ・「ドラキュラを討伐する正義の味方」を黒田・「語り部」を伊藤が担当した。CGのブルーバックが間に合わず、黒田がメインのシーンだけ背景が青い。
後にMC-K2（現コタニキンヤ.）がアルバム『Mad soldiers'LABORATORY』にてカバーしている。
White Fusion〜仮想恋愛の手引き
歌詞は「ゲームと恋愛しているような感じ」を意識した。
まず浅倉がリズムのベーシックを作った。伊藤のギターのリフをPower Macintoshに入れて、編集した。
ニューロマンティックのリズムを意識している。
ミキシング作業に一番凝り、6,7時間かけた。
Dear My Friend〜make your shine way
浅倉が「黒田君の声にはエレクトリックピアノが似合う」と思って制作した。
アナログ盤のノイズをループさせたリズムを背景として流している。
PVは「Edge of the season」「Something feel like Heaven」「Mr. D」撮影時の舞台裏とライブツアー「Iceman PROTO STAGE」の映像で構成されている。
フリーター・ブルース
浅倉が曲を作っている時に、黒田が「この曲の詞は僕が書きたい」と言い、Aメロのガイドメロディが作られていないデモテープを渡した。
黒田は「長いフリーターの時期の昔懐かしいドキドキする様な恋」をテーマにした。
歌詞は1日で仕上げることができた。
間奏で数原晋による生のホーンを入れている。浅倉は「強引に暴走族やってよ」と注文した。
BREATHLESS NIGHT SLIDER
ミキシングを担当したフィルにより、シングル盤より音色に重量感を出し、スピード感を出した。
ICE BREAKER
ユニットの語源にもなっている言葉がそのままタイトルになった。
歌詞は「古代から言い伝えられてきた、世の中に対する哲学的なメッセージが今になって価値観を帯びだした」という物語性を出した。

## 参加ミュージシャン・スタッフ
- プログラミング&キーボード：浅倉大介
- ギター：葛城哲哉（#1.3.9.10）
- ギター：鳥山雄司（#4）
- ベース：美久月千晴（#7）
- サックス：平原まこと（#8）
- トランペット：数原晋（#8）
- トロンボーン：中川英二郎（#8）
- コーラス：葛城哲哉（#4）
- コーラス：石井妥師（#6.7.8）
- レコーディング・エンジニア：松本靖雄（Sony Music Artists）
- レコーディング・エンジニア：Motonori Sasaki、Hitoshi Hashimoto（Sony Music Shinanomachi Studio）
- ミキシング・エンジニア：フィル・カッフェル
- マスタリング・エンジニア：ブライアン・ガードナー（Bernie Grundman Mastering）
- プロデューサー：浅倉大介
- A&Rディレクター：井上哲生（Epic/Sony Records）
- エグゼクティブ・プロデューサー：青木高貴（Realrox）
- エグゼクティブ・プロデューサー：小坂洋二（Epic/Sony Records）